# Cubryńska Szczerbinka
Cubryńska Szczerbinka (słow. Čubrinská štrbinka) – płytka przełączka w północnej grani Cubryny w Tatrach Polskich. Znajduje się pomiędzy północną granią Cubryńskiego Zwornika i Cubryńską Kopką. W odległości zaledwie około 30 m na południe od Cubryńskiej Szczerbinki zaczyna się piarżysko Wielkiej Galerii Cubryńskiej. Na południowy wschód z Cubryńskiej Szczerbinki opada stromy, wąski i piarżysty żlebek do Niżniej Galerii Cubryńskiej. Ma on długość około 100 m. Stoki zachodnie opadają do Mnichowego Żlebu.
Nazwę Cubryńskiej Szczerbinki wprowadził Władysław Cywiński w 8 tomie przewodnika „Tatry”. Prowadzą przez nią taternickie drogi wspinaczkowe.